# Denisa Ratajová
Denisa Ratajová (* 30. června 1995) je česká florbalistka, reprezentantka, jedna z nejlepších hráček světa, bronzová medailistka z Mistrovství světa 2023, mistryně Česka a Finska a vicemistryně Švédska a Švýcarska. V nejvyšších florbalových soutěžích těchto zemí hraje od roku 2010.

## Klubová kariéra
Ratajová začínala s florbalem v klubu FBC Ostrava. Za FBC nastoupila poprvé v Extralize žen v sezóně 2010/2011. Pravidelně hrála až v následujícím ročníku, ve kterém se v 17 letech hned stala nejproduktivnější hráčkou týmu. Po sezóně se ale FBC odhlásilo z nejvyšší soutěže a některé hráčky včetně Ratajové přestoupily k městskému rivalu 1. SC Vítkovice.
V její první sezóně ve Vítkovicích se tým po 14 letech probojoval do finále Extraligy a získal vicemistrovský titul. V následujícím ročníku 2013/2014 vybojovaly Vítkovice svůj druhý titul, kterým přerušily sedm let trvající vládu týmu Herbadent Praha 11 SJM. Na následném Poháru mistrů získaly první české ženské stříbro. O rok později získaly v lize další medaili, tentokrát bronz, a Ratajová již byla druhou nejproduktivnější hráčkou týmu.
Po sezóně přestoupila, společně se spoluhráčkou Hanou Sládečkovou, do klubu SB-Pro, hrajícího nejvyšší finskou ligu. Hned po přestupu v létě 2015 zvítězily na Czech Open. V první sezóně jejího působení ve finské lize skončil tým na třetím místě. Na začátek ročníku 2016/2017 se vrátila do Vítkovic, ale druhou půlku dohrála za SB-Pro a získala s ním stříbro. V roce 2018, jako třetí česká hráčka v historii, s týmem vyhrála finský mistrovský titul, poté co v prodloužení finálového zápasu vstřelila vítězný gól.
Ratajová následně přestoupila do Švédské Superligy do klubu Pixbo IBK, kde již v té době třetím rokem působila její reprezentační spoluhráčka Eliška Krupnová. S Pixbo získaly v sezónách 2020/2021 a 2021/2022 titul vicemistra. Ve finálových zápasech obou sezón skórovala, v roce 2022 dvakrát. V letech 2018 a 2019 zvítězily s Pixbo na Czech Open.

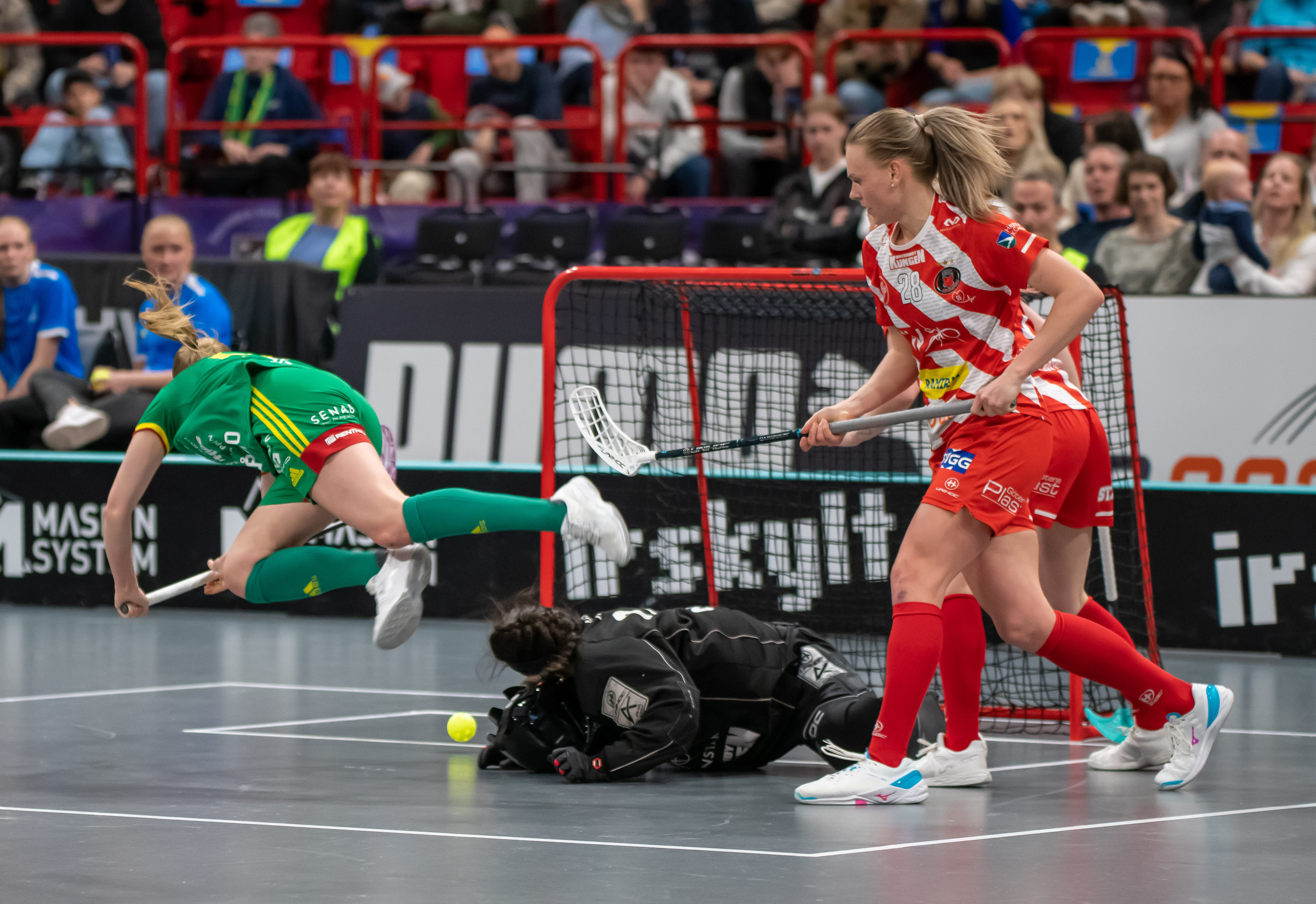
Ratajová v červeném dresu Pixbo IBK ve finále Švédské Superligy v roce 2022

Od sezóny 2022/2023 se připojila k reprezentační spoluhráčce Ivaně Šupákové ve švýcarské lize v týmu Zug United. Stala se tak první českou hráčkou, která hrála ve všech čtyřech nejlepších národních florbalových soutěžích. Hned v roce 2023 získaly s Zugem pohárový titul. V lize skončily na třetím místě a Ratajová byla nejproduktivnější a nejužitečnější hráčkou soutěže. Od roku 2023 s nimi začala hrát i další reprezentantka Martina Řepková, a společně zvítězily ve švýcarském Supercupu a v sezónách 2023/2024 a 2024/2025 získaly vicemistrovský titul.

## Reprezentační kariéra
Ratajová se v juniorské kategorii zúčastnila Mistrovství světa v letech 2012 a 2014. Na druhém z nich získaly české juniorky druhý bronz v historii. Dále hrála na Akademickém mistrovství světa v roce 2016, kde v zápase o bronz proti Švýcarsku vstřelila vítězný gól.

Ratajová (v bílém) v kvalifikaci na Mistrovství světa 2015

Za ženskou reprezentaci hrála na všech mistrovstvích mezi lety 2015 až 2023. S pěti starty patří k českým hráčkám s nejvyšším počtem účastí. Na mistrovství v roce 2019 byla nejproduktivnější českou hráčkou a byla zařazena do All Star týmu. Mimo to na turnaji dvěma góly a pěti asistencemi v zápase proti Slovensku stanovila nový rekord českého týmu.
V září 2023 na Euro Floorball Tour rozhodla gólem a dvěma proměněnými nájezdy včetně vítězného o první české porážce Švédska v historii. Na šampionátu ve stejném roce získala s českým týmem po 12 letech druhý bronz v historii, ke kterému přispěla brankou v zápase o třetí místo.
Celkově je Ratajová druhou nejproduktivnější českou reprezentantkou historie.
| Umístění         | Soutěž                                                |
| ---------------- | ----------------------------------------------------- |
| 4.               | Mistrovství světa ve florbale žen do 19 let 2012      |
| Bronzová medaile | Mistrovství světa ve florbale žen do 19 let 2014      |
| 4.               | Mistrovství světa ve florbale žen 2015                |
| 4.               | Mistrovství světa ve florbale žen 2017                |
| 4.               | Mistrovství světa ve florbale žen 2019 (All Star tým) |
| 4.               | Mistrovství světa ve florbale žen 2021                |
| Bronzová medaile | Mistrovství světa ve florbale žen 2023                |

## Ocenění
V letech 2019 a 2020 byla v Anketě Innebandymagazinet zařazena mezi nejlepších deset florbalistek světa. V roce 2020 byla zvolena nejlepší českou florbalistkou sezony.